# Leidsepoort
La Leidsepoort (« porte de Leyde » en néerlandais) était l'une des cinq portes principales d'accès à la ville d'Amsterdam au XVIIe siècle. Elle fut construite en 1664, à la suite de la dernière phase de l'aménagement de la ceinture de canaux du Grachtengordel, et était intégrée au système de fortifications d'Amsterdam. Elle remplaça la Heiligewegpoort dans cette fonction, après que l'élargissement de la ville rendit nécessaire l'érection de nouvelles fortifications. 
Elle se trouvait au sud de Leidseplein, au niveau de l'actuelle Marnixstraat. L'actuel American Hotel est situé à l'emplacement de l'ancienne porte qui fut détruite en 1862.
De 1764 à 1767, la Stadstekenacademie y avait son siège.